# Aphilopota approximans
Aphilopota approximans là một loài bướm đêm trong họ Geometridae.